# Disfonia spasmodica
La disfonia spasmodica, o distonia laringeale, è un disordine della voce caratterizzato da spasmi involontari di uno o più muscoli della  laringe e delle corde vocali durante l'emissione dei suoni.
Le cause della malattia non sono note, anche se si possono rintracciare disordini neurologici nei circuiti neuronali predisposti alla fonazione. I muscoli non vengono più mossi in maniera coordinata e si creano degli spasmi involontari che possono impedire anche del tutto la fonazione.
Un soggetto affetto da disfonia spasmodica ha difficoltà nel parlare, ma può urlare: quando si urla si segue un percorso neurale diverso.
È una malattia poco comune e poco conosciuta. Solo negli Stati Uniti se ne contano qualche decina di milioni.
Non vi è una cura, ma l'iniezione intra laringeale di botulino affievolisce gli spasmi e rende migliore la vocalizzazione dei suoni.